# Carybdea murrayana
Carybdea murrayana Haeckel, 1880 è una cubomedusa tropicale della famiglia Carybdeidae.

## Distribuzione e habitat
La specie è stata identificata dallo zoologo Ernst Haeckel nelle acque dell'Africa Occidentale. Alfred Mayer nel 1910, H.B. Bigelow nel 1938 e Kramp nel 1961 hanno indicato la  C. murrayana come essere conspecifica con la C. marsupialis, ma questa teoria è stata recentemente messa in discussione da Lisa-ann Gerswin.

## Descrizione
La C. murrayana è una medusa velenosa, dotata di cnidocisti che usa per catturare le prede.